# Hugh Feiss
Hugh Feiss OSB (* 8. Mai 1939 in Lakeview) ist US-amerikanischer Benediktinermönch des Monastery of the Ascension in Jerome, Idaho und Historiker.

## Leben
Er wurde 1960 Benediktinermönch und 1966 römisch-katholischer Priester. Das theologische Grundstudium absolvierte er an der Hochschule der Mount Angel Abbey. Weitere Abschlüsse erfolgten an der University of Iowa und der Catholic University of America. Er erwarb sein Lizenziat in Philosophie und seinen Doktortitel in Theologie am Anselmianum und ist Herausgeber der Reihe Victorine Texts in Translation.
Er wirkte als Studentenseelsorger an der Idaho State University.

## Schriften (Auswahl)
- mit Martin Pollard: Mount of communion. Mount Angel Abbey, 1882–1982. St. Benedict 1982, ISBN 0985673702.
- (Hrsg.): Glad for what he has made. A guide to the trees, shrubs, flowers, and birds of Queen of Angels Monastery & Mount Angel Abbey. St. Benedict 1990, OCLC 27188423.
- (Hrsg.): Thomas de Cantimpré: The life of Marie D’Oignies. Toronto 1993, ISBN 0920669514.
- (Hrsg.): Hildegard of Bingen: Explanation of the rule of Benedict. Eugene 2005, ISBN 1597523909.